# Juan Maisonnave Cutayar
Juan Maisonnave Cutayar (Alacant, 1843 - Madrid, 23 de desembre de 1923) fou un polític i empresari valencià, germà d'Eleuterio Maisonnave Cutayar. Pertanyia a una família burgesa enriquida amb el comerç del vi, i es va preocupar pel foment agrari. Posseïdor de terres i mines, fou accionista del Banc d'Espanya, del Banc Hipotecari i de la Companyia de Ferrocarrils MZA.
A les eleccions generals espanyoles de 1873 fou elegit diputat pel districte d'Oriola dins els files del Partit Republicà Democràtic Federal. Després de la restauració borbònica va ser candidat del Partit Republicà Possibilista per Alacant a les eleccions de 1891 i 1893. Simultàniament, representà Alacant al Congrés Fil·loxèric de 1878 i en el Congrés de Viticultors de 1886, així com a l'Exposició Regional de 1874, a l'Exposició de París de 1878 i a l'Exposició Vinícola de 1887. El 1886 fou nomenat ambaixador espanyol a Costa Rica i defensà els interessos dels viticultors valencians a la Comissió Central de Defensa de la Fil·loxera i al Sindicat de Regants de l'Horta d'Alacant.
En 1898 fou nomenat senador en representació de les Societats Econòmiques d'Amics del País de València, Alacant, Múrcia, Terol i Cartagena, agrupades per a formar col·legi electoral; el 1901-1902 fou nomenat senador per la província de Màlaga i el 1905 fou nomenat senador vitalici.

## Obres
- Instrucciones sobre la filoxera (1878)
- Información vinícola. Dictamen presentado por ... (1886)